# George Chapman
George Chapman (Hitchin, Hertfordshire, ca. 1559 – Londen, 1634) was een Engels dichter, toneelschrijver en vertaler. 
Er is weinig bekend en veel onzeker over Chapmans jeugd en vroege leven. Hij zou als soldaat in de Nederlanden actief zijn geweest en gezien zijn kennis zou hij in Oxford gestudeerd hebben.
Toen hij in de dertig was, betrad hij het literaire toneel als dichter met The Shadow of Night (1594). In 1598 verscheen Ovid’s Banquet of Sence en een vervolg op Christopher Marlowes onvoltooide Hero and Leander. In datzelfde jaar werd zijn eerste toneelstuk, de komedie The Blind Beggar of Alexandria uitgegeven, dat al in 1596 door de theatermanager Philip Henslowe was geproduceerd  in een uitvoering door de Admiral's Men. Na 1600 schreef hij voor het jongensgezelschap Children of the Chapel dat optrad in het Blackfriars Theatre. 
Chapman schreef veel, maar niet al zijn stukken zijn bewaard gebleven. In 1599 verscheen An Humorous Day’s Mirth en All Fools in 1605. Vervolgens The Gentleman Usher (1606), Monsieur d’Olive (1606), Sir Giles Goosecap, Knight (1606), Bussy d’Ambois (1607), The Conspiracy and Tragedy of Charles, Duke of Byron, Marhall of France (1608), May-Day (1611), The Widow’s Tears (1612), The Revenge of Bussy d’Ambois (1613), Caesar and Pompey (1631), The Tragedy of Chabot, Admiral of France (1639).
Hij werkte samen met Ben Jonson en John Marston aan het stuk Eastward Ho. Als gevolg hiervan werd hij korte tijd gevangengezet omdat de koning, Jacobus I, aanstoot had genomen aan de satirische teksten over de Schotten.
Naast toneelschrijver en dichter was Chapman ook een vermaard vertaler. Vanaf 1598 publiceerde hij zijn vertaling van de Ilias in zeven delen. In 1616 verscheen de eerste complete vertaling in het Engels van de Ilias en de Odyssee. 

Deze vertalingen van het werk van Homerus werden onder meer bewonderd door latere Engelse romantische dichters  als Samuel Taylor Coleridge en John Keats, die er een gedicht aan wijdde: On First Looking into Chapman's Homer. De dichter T.S. Eliot werd beïnvloed door Chapmans werk.
Vertalingen van ander werk van Homerus verschenen in 1624 in The Crown of all Homer's Works. 
Chapman vertaalde ook de Georgica van Vergilius onder de titel Georgics, Werken en Dagen van Hesiodus onder de titel Works and Days, Hero en Leander van Musaeus en Satire V  van Juvenalis.
Chapman leefde veel in relatieve armoede en kende grote schulden, aangezien hij er niet in slaagde een mecenas te vinden die lang genoeg in leven bleef. Robert Devereux, 2e graaf van Essex, werd 
wegens verraad ter dood veroordeeld door Elizabeth I en Hendrik Frederik Stuart, de zoon van Jacobus I, overleed al op 18-jarige leeftijd.
George Chapman overleed in 1634 in Londen. Zijn vriend, de architect Inigo Jones, ontwierp een monument voor hem. 
- Bibsys: 90197026
- Bibliothèque nationale de France: cb12157722k (data)
- CiNii: DA0197059X
- Gemeinsame Normdatei: 118675567
- International Standard Name Identifier: 0000 0001 1025 5320
- Library of Congress Control Number: n79003294
- Nationale Bibliotheek van Letland: 000006850
- MusicBrainz: 159aa561-6fd1-4b49-be2c-00bf89fbc93a
- Bibliotheek van het Japanse parlement: 00435719
- Nationale Bibliotheek van Tsjechië: mub2010580658
- Nationale bibliotheek van Australië: 35027344
- Nationale Bibliotheek van Israël: 987007259770905171
- Nationale Bibliotheek van Polen: a0000003549880
- Nederlandse Thesaurus van Auteursnamen: 33970327X
- Réseau des bibliothèques de Suisse occidentale: 02-A003095329
- Istituto Centrale per il Catalogo Unico: CFIV071958
- LIBRIS: 181390
- SNAC: w6zp4468
- Système universitaire de documentation: 030091357
- Trove: 800837
- Virtual International Authority File: 41879013
- WorldCat: E39PBJxMjFCc47QcttHDRbBVmd